# Sisakba épített kijelző

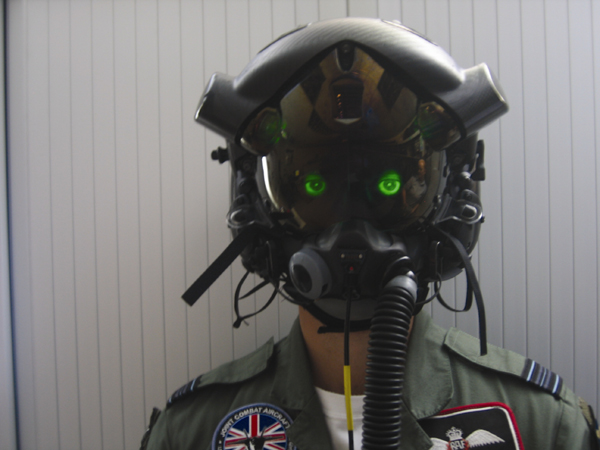
Az F–35 Lightning II HMDS típusú sisakba épített kijelzője

A sisakba épített kijelző katonai repülőeszközökön alkalmazott speciális kijelző, melyet a pilóta sisakjába építenek.
A technikai fejlődés lehetővé tette a HUD-nél alkalmazott elveket felhasználó eszközök drasztikus méretcsökkentését. Az így kapott kis méretű kivetítő eszközök beépíthetővé váltak sisakokba. Ezen eszközök célja a virtuális képek vetítése, a természetes látás megőrzése mellett.
A kivetítők további méretcsökkentésével lehetővé vált szemüveg méretű eszközök létrehozása is. Kis mérete könnyű használatot tesz lehetővé. A megjelenített kép minősége megegyezik a sisak kivitelű eszközökével. Amennyiben szükséges, a felhasználó igényének megfelelően az üvegfelület külső domborulatát a szem látáshibáihoz lehet igazítani. Ezáltal a hyperopiás, myopiás (és egyéb astigmatikus) látáshibák esetén nem szükséges a képmegjelenítő eszköz mellett látáskorrigáló szemüveget használni, vagy rosszabb esetben nélkülözni azt. A képen látható elrendezés, adatok, grafikus objektumok mellett, televízió és video műsorok lejátszására alkalmas képalkotó rendszerrel integrált szemüveg, mely képes akár szélesvásznú mozi élményét nyújtani.

## Célzókészülék-változatok
Alábbiakban a sisakba épített kijelző–célzó rendszerek időrendi sorrendben:
- IHADSS (Integrated Helmet And Display Sight System), amerikai rendszer az AH–64A Apache-ok részére
- Shel–3UM: szovjet–orosz fejlesztés a ZS–5 és ZS–7 típusú sisakokra, melyeket a MiG–29 és Szu–27 típusokon rendszeresítettek, az R–73 légiharc-rakéták alkalmazásához.
- DASH (Display and sight helmet), izraeli, az Elbit Systems fejlesztése az izraeli légierő F–15 és F–16 típusaira, a szintén saját fejlesztésű Python 3 és Python 4 légiharc-rakétákhoz;a JHMCS alapját képezte.
- JHMCS (Joint Helmet Mounted Cueing System), amerikai–izraeli rendszer a Rockwell Collins és az Elbit Systems együttműködésével.
- TARGO II
- HMIT (Helmet Mounted Integrated Targeting), más nevén Scorpion, a Thales által fejlesztett amerikai sisakcélzó rendszer. Alkalmazzák az amerikai repülőcsapatok széles típusskáláján, köztük az F–16C/D és A–10C, az F/A–18C/S/E/F, F–22A és AC–130W Stinger II típusváltozatokon egyaránt, illetve a kiképző F–5AT, a francia Rafale F4 és a spanyol EF–18 változatokon is.
- AVCI, török fejlesztés
- TopOwl-F (Topsight/TopNight)
- HMSS (Helmet-Mounted Symbology System), az Eurofighter részére kifejlesztett európai sisakcélzó rendszer
- HMDS (Helmet-Mounted Display System), amerikai, a Joint Strike Fighter program keretében kifejlesztett F–35 Lightning II vadászbombázók sisakcélzó rendszere.
- Jedeye, izraeli, az Elbit Systems által fejlesztett sisakcélzó rendszer, elsősorban a helikopterek – AH–64E Apache Guardian és változatai – részére.
- Cobra, a svéd–brit BAE Systems által, a JAS 39 Gripen részére kifejlesztett sisakcélzó rendszer.
- Striker II, a svéd–brit BAE Systems által fejlesztett sisakcélzó rendszer, amely a HMSS-t és a Cobra-t fogja leváltani az európai típusokon. A 2022-es évben szolgálatba még nem állt.